# 石塚早織
石塚 早織（いしづか さおり、1971年12月19日 - ）は、日本の歌手。茨城県出身。血液型はA型。バンダイ・ミュージックエンタテインメント、レイズインに所属していた。

## 経歴
- 1992年、アイドルユニット「ポチ！」のメンバーとして『恋のフーガ』でデビュー。以後1994年の解散まで在籍
- 尚、ユニット名はセカンドシングル『危険でごめんあそばせ』発表前にザ・ポチへ改名
- 1996年にシングル「明日の私を信じたい」でソロデビュー。同曲はOVA『ふしぎ遊戯』エンディングテーマ。
  - その後も同年にリリースされた2ndシングル「a Myth〜神話〜」はドラマCD「八雲立つ」挿入歌に、1998年にリリースされた3rdシングル「禁断のパンセ」はテレビアニメ『サイレントメビウス』オープニングテーマに使われアニメソングのタイアップが多い。
- この他にも「Dream of You」（アルバム『EARTH ARK 魔装機神サイバスター』収録）はテレビアニメ『魔装機神サイバスター』挿入歌に、「はるかなる慟哭」（アルバム『八雲立つ OVAオリジナルサントラ』収録）はOVA『八雲立つ』主題歌に使われた。

## ディスコグラフィー

### ソロシングル
|     | 発売日         | タイトル           | 楽曲制作                        | c/w          | タイアップ                                           |
| --- | -------------- | ------------------ | ------------------------------- | ------------ | ---------------------------------------------------- |
| 1st | 1996年11月21日 | 明日の私を信じたい | 作詞：青木久美子 作曲：清岡千穂 | 君なら大丈夫 | OVA「ふしぎ遊戯」エンディングテーマ                  |
| 2nd | 1996年12月5日  | a Myth〜神話〜     | 作詞：柚木美祐 作曲：松原みき   | 永遠に       | ドラマCD「八雲立つ」挿入歌                           |
| 3rd | 1998年5月5日   | 禁断のパンセ       | 作詞：田久保真見 作曲：井上大輔 | Silent Tears | テレビアニメ「サイレントメビウス」オープニングテーマ |